# صموئيل بيرغر
صموئيل بيرغر (بالإنجليزية: Samuel Berger)‏ (25 ديسمبر 1884 بشيكاغو في الولايات المتحدة - 23 فبراير 1925 بسان فرانسيسكو في الولايات المتحدة) هو ملاكم أمريكي، صنّف ضمن فئة وزن ثقيل. شارك في ملاكمة في الألعاب الأولمبية الصيفية 1904 – وزن ثقيل ‏ والألعاب الأولمبية الصيفية 1904.

## وصلات خارجية
- صموئيل بيرغر على موقع بوكس ريك (الإنجليزية) (registration required)
- صموئيل بيرغر على موقع اللجنة الأولمبية الدولية (الإنجليزية)
- صموئيل بيرغر على موقع أوليمبيديا (الإنجليزية)